# Erik Roland Wahrenberg
Erik Roland Wahrenberg, född 4 april 1822 i Gefle församling, Gävleborgs län, död 22 augusti 1879 i Tillinge församling, Uppsala län, var en svensk hovpredikant och riksdagsman.
Han var kyrkoherde i Tillinge och Svinnegarn och var ledamot i prästeståndet i Uppsala stift vid ståndsriksdagen 1865–1866.